# Ávine Vinny
Ávneh Vinny Diniz da Silva Aragão (Sobral, 14 de julho de 1989), mais conhecido como Ávine Vinny, é um cantor e compositor brasileiro. Ele iniciou sua carreira em 2009, ao criar juntamente com seus amigos a banda Xé Pop. Em 2016, iniciou sua carreira solo. Seu último álbum, Avine Naturalmente, foi gravado em outubro de 2018, em Porto de Galinhas. Em 2021, ficou conhecido pelo hit "Coração Cachorro".

## Biografia
Vinny nasceu em 14 de julho de 1989, em Sobral, Ceará, filho de Maria do Socorro Silva. Seu nome de batismo, Ávneh, possui origem judaica e foi dado pela sua mãe. Ele começou a cantar aos 12 anos de idade na igreja, no qual permaneceu por seis anos. Já em maioridade, começou a cantar em bares locais.
Aos 20 anos de idade, Vinny, juntamente com seus amigos, formaram a banda Xé Pop. No ano seguinte, lançaram "Namorar Escondido", no qual foi regravada por Wesley Safadão, Babado Novo, entre outros artistas. Em seis anos no grupo, foram laçadas as canções "Primeiro Olhar", "Você Aparece", "Segura Coração", "Melhor Que Eu", "Meu Abrigo" e "Vai Novinha". Após grande repercussão, ele se mudou para Fortaleza.
Em 2015, lançou uma trilogia de videoclipes. "Você Aparece", "Eu e Você" e "Se Você Quer Saber" foram gravados em pontos turísticos do Rio de Janeiro, como o Cristo Redentor, Copacabana e escadaria Selarón. Em 2016, o cantor deixou a banda. Em entrevista ao portal G1, afirmou que o grupo criou uma "característica própria", que seu nome "está muito forte e vamos aproveitar para explorá-lo melhor e desmistificar".
Empresariado pela A3 Entretenimento, lançou o álbum O Cara Do Momento, em julho de 2016. "Tô Limpando Você da Minha Vida", em parceria com Solange Almeida, na época integrante do Aviões do Forró, tornou-se a quarta música mais executado nas rádios nordestinas. Em fevereiro de 2017, lançou o álbum Na Contramão, que contém a presença de Xand Avião, Márcio Victor e Léo Santana, o mesmo possui nove canções.
No mesmo ano lançou Acústico e Férias com Avine, em maio e agosto respectivamente; O primeiro conta com nove faixas, enquanto o seguinte sete. O videoclipe de "Acabou, morreu" atingiu mais de um milhão de visualização no YouTube. Em agosto de 2018, laçou o álbum A Queda Foi na Sua Cama, que contém quatro faixas. Em setembro, em parceria com a funkeira Ludmilla, lançou o single "Tô Fechado Com Ela". Em outubro de 2018, gravou o álbum Avine Naturalmente no Porto de Galinhas, Pernambuco.
O single "Maturidade", em parceria com a dupla Matheus & Kauan, atingiu a 66ª posição da lista top 100 do Spotify Brasil, além de ocupar a trigésima posição da lista de hits virais, ultrapassando as cantoras Madonna e Selena Gomez. Em seu canal no YouTube, o clipe, lançado em novembro, ultrapassa 42 milhões de visualizações. Em 2021, lança o single "Coração Cachorro" com a participação de Matheus Fernandes, tendo como sample muito semelhante o uivo, ao single "Same Mistake" do cantor James Blunt. A música já soma 111.765.301 visualizações no YouTube.

## Vida pessoal
Vinny é evangélico e declarou que sempre ora antes de entrar em palco. Ele é pai de Isla Aragão, juntamente com uma enfermeira fortalezense, Laís Holanda. O mesmo possui diversas tatuagens: Um cabo de microfone no braço direito, que se liga a outra tatuagem, batimentos cardíacos, no tórax; a frase "minha música, minha voz vem do céu" e um microfone no braço esquerdo; a frase "transformando o tédio em melodia" no lado esquerdo do tórax; e um microfone, uma guitarra, um saxofone e uma bateria na panturrilha direita.

## Controvérsias
Em 2017, a Sony Music retirou do YouTube o videoclipe da canção "Whisky, Cigarro e Violão". O motivo alegado pela gravadora foi a concessão de direito autoral a outro cantor, Israel Novaes. O compositor, Jujuba, afirmou que a canção foi concedida para ambos, mas em gêneros musicais distintos; Vinny a gravaria como forró eletrônico e Novas como sertanejo. Armando Carneiro, empresário de Vinny, afirmou que o compositor deu "um ano de exclusividade sob a música. No próprio documento ele diz que podemos mudar o ritmo do fonograma. Nada nos impede de gravar no ritmo que seja. Essa exclusividade de gênero não existe". O cantor Israel Novaes, após ser criticado em suas redes sociais, disse que "é muito triste estar certo, agindo direito e pessoas mal intencionadas e desinformadas criticarem".
No dia 14 de Dezembro de 2021, Ávine foi preso por ameaçar a ex-mulher, Laís Holanda. 

## Prêmios e indicações
| Ano  | Prêmio                | Categoria               | Resultado | Ref.          |
| ---- | --------------------- | ----------------------- | --------- | ------------- |
| 2015 | O Melhor dos Melhores | Melhor banda            | Venceu    | [ 18 ] [ 19 ] |
| 2016 | O Melhor dos Melhores | Melhor cantor           | Indicado  | [ 18 ] [ 19 ] |
| 2017 | Prêmio Forrozão       | Banda ou Artista do Ano | Indicado  | [ 18 ] [ 19 ] |

## Discografia
| Ano  | Canção                             | Álbum                   |
| ---- | ---------------------------------- | ----------------------- |
| 2015 | "Você Aparece"                     | Canção sem álbum        |
| 2015 | "Eu e Você"                        | Canção sem álbum        |
| 2015 | "Se Você Quer Saber"               | Avine de Verão          |
| 2015 | "Toquinho Sensação"                | Avine de Verão          |
| 2015 | "Meu Coração Vip"                  | Avine de Verão          |
| 2015 | "Pegar Minha Ex é Fácil"           | Avine de Verão          |
| 2015 | "Liga Pro Gatinho"                 | Avine de Verão          |
| 2015 | "Devagarinho"                      | Avine de Verão          |
| 2016 | "O Cara do Momento"                | O Cara Do Momento       |
| 2016 | "Que Pena Que Acabou"              | O Cara Do Momento       |
| 2016 | "Quem Quer Fazer Amor"             | O Cara Do Momento       |
| 2016 | "Solteiro de Novo"                 | O Cara Do Momento       |
| 2016 | "Tô Limpando Você da Minha Vida"   | O Cara Do Momento       |
| 2016 | "Vida de Playboy"                  | O Cara Do Momento       |
| 2017 | "Então Vai"                        | Na Contramão            |
| 2017 | "Nasci Pra Ser Puteiro"            | Na Contramão            |
| 2017 | "Acabou, morreu"                   | Na Contramão            |
| 2017 | "Whisky Cigarro E Violão"          | Na Contramão            |
| 2017 | "Fala Pro Papai"                   | Na Contramão            |
| 2017 | "Isso Vai Até Quando?"             | Na Contramão            |
| 2017 | "Beco Sem Saída"                   | Na Contramão            |
| 2017 | "Sem Frescurinha"                  | Na Contramão            |
| 2017 | "Tapa na Cara Não Dói"             | Férias Com Avine        |
| 2017 | "Eu Só Quero é Você"               | Férias Com Avine        |
| 2018 | "A Gente Tinha Tudo pra Dar Certo" | A Queda Foi na Sua Cama |
| 2018 | "A Queda Foi na Sua Cama"          | A Queda Foi na Sua Cama |
| 2018 | "Amor de Fachada"                  | A Queda Foi na Sua Cama |
| 2018 | "Onde a Bebida Mora"               | A Queda Foi na Sua Cama |
| 2018 | "Tô Fechado Com Ela"               | Canção sem álbum        |
| 2018 | "Eu Não Presto"                    | Canção sem álbum        |
| 2018 | "Maturidade"                       | Avine Naturalmente      |
| 2019 | "Agarrado ao Travesseiro"          | Avine Naturalmente      |
| 2019 | "Boa Sorte"                        | Avine Naturalmente      |
| 2019 | "Bomba Relógio"                    | Avine Naturalmente      |
| 2019 | "Chamada De Amor"                  | Avine Naturalmente      |
| 2019 | "Bloqueia, Desbloqueia"            | Avine Naturalmente      |
| 2019 | "Me Precipitei"                    | Avine Naturalmente      |
| 2019 | "Só Deu Você"                      | Avine Naturalmente      |
| 2019 | "Kit Depressão"                    | Avine Naturalmente      |
| 2019 | "Amor Fuleragem"                   | Avine Naturalmente      |
| 2019 | "Amor & Paz"                       | Avine Naturalmente      |
| 2019 | "Volta Vai"                        | Avine Naturalmente      |